# 君の出番だ!
君の出番だ!とはかつての西日本放送のラジオ番組。

## 備考
- 香川県下の高校を取り上げる。
- 文化祭の時期になると各高校の文化祭特集があった。
- アシスタントは一般の高校生が担当していた。
- 末期にはインターネット放送が行われていた。
- スポンサーは地元冷凍食品大手加ト吉の一社提供。中期頃までは吉野家のCMも流れていた。

## 過去のパーソナリティー
- 小橋克彦[1]
- 山口喜久一郎
- 亀谷哲也

## アシスタント
- 鴨居真理子（西日本放送アナウンサー）
- 中村千秋（現・エフエム香川アナウンサー）
- 宮宇地美穂（西日本放送アナウンサー）
- 杉ノ内由紀（フリーアナウンサー）
- 飯田薫
- 古川三郎
- 宮本昌尚
- 佐々木大介

## コーナー
- 映画コーナー
- 和歌と短歌の解説（1990年頃）
- 英会話レッスン